# Komárom-Esztergom
Komárom-Esztergom és una província (megye) del nord d'Hongria. Comparteix fronteres amb Eslovàquia i amb les províncies veïnes de Győr-Moson-Sopron, Veszprém, Fejér i Pest. La seva capital és Tatabánya de 70.636 habitants. Aquesta província és la segona en població i en densitat del país, compta amb 2.265 km² i amb una població de 319.000 habitants (2007).